# Boiga trigonata
Espèce
Synonymes
- Coluber trigonatus Schneider, 1802
- Coluber sagittatus Shaw, 1802
- Coluber catenularis Daudin, 1803
- Dipsadomorphus trigonata var. melanocephalus Annandale, 1904

Statut de conservation UICN

 LC  : Préoccupation mineure
Boiga trigonata est une espèce de serpents de la famille des Colubridae.

## Répartition
Cette espèce se rencontre en Afghanistan, au Bangladesh, en Inde (dans les États du Bengale-Occidental, du Maharashtra et du Sikkim), en Iran, au Népal, dans le sud de l'Ouzbékistan, au Pakistan, au Sri Lanka, dans le Sud-Est du Tadjikistan et dans le Sud du Turkménistan.

## Liste des sous-espèces
- Boiga trigonata trigonata (Schneider, 1802)
- Boiga trigonata melanocephala (Annandale, 1904) - Pakistan, Afghanistan

## Galerie

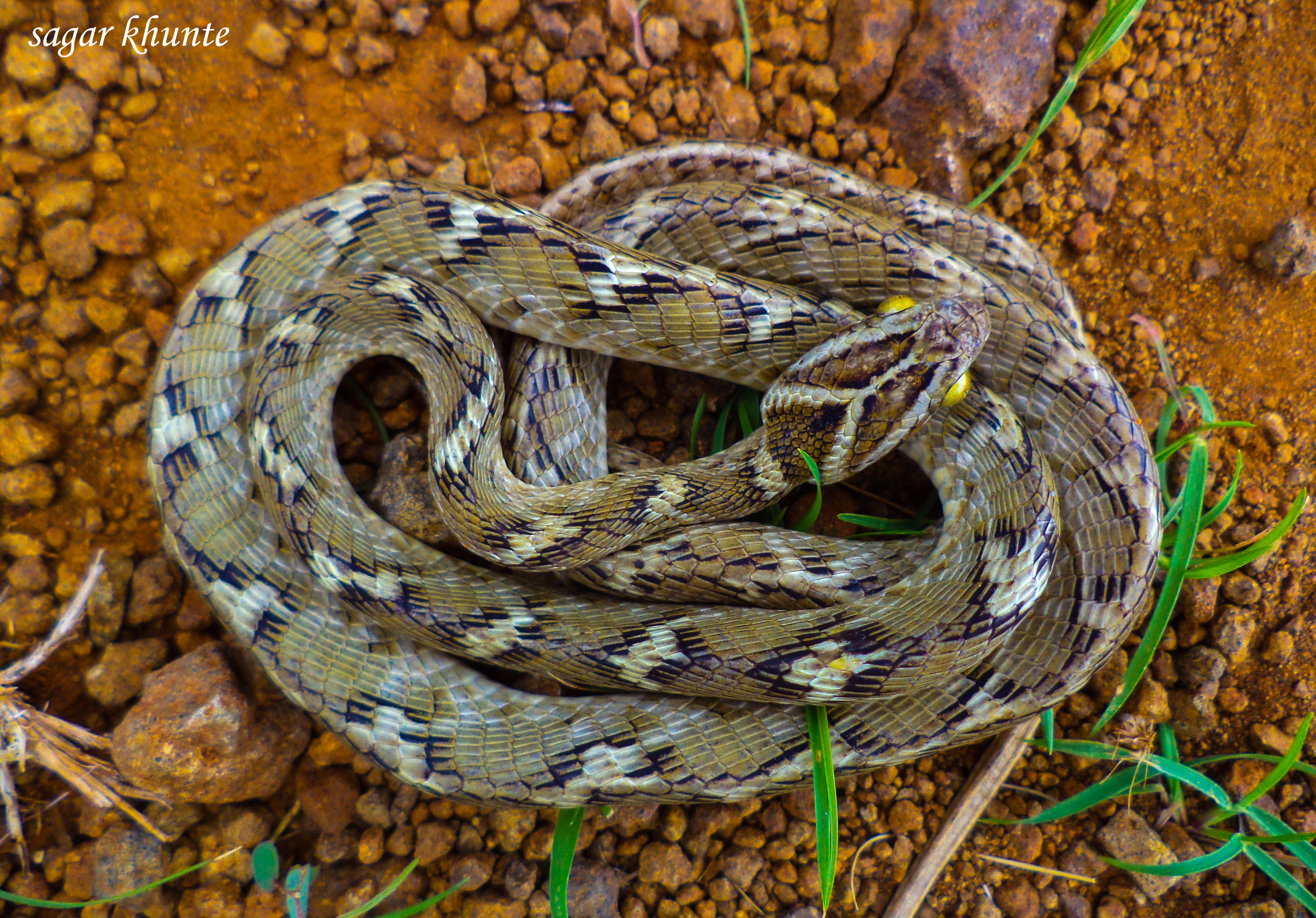
Ce spécimen de Boiga trogonata, inoffensif, peut facilement être confondu avec Echis carinatus, très venimeux.
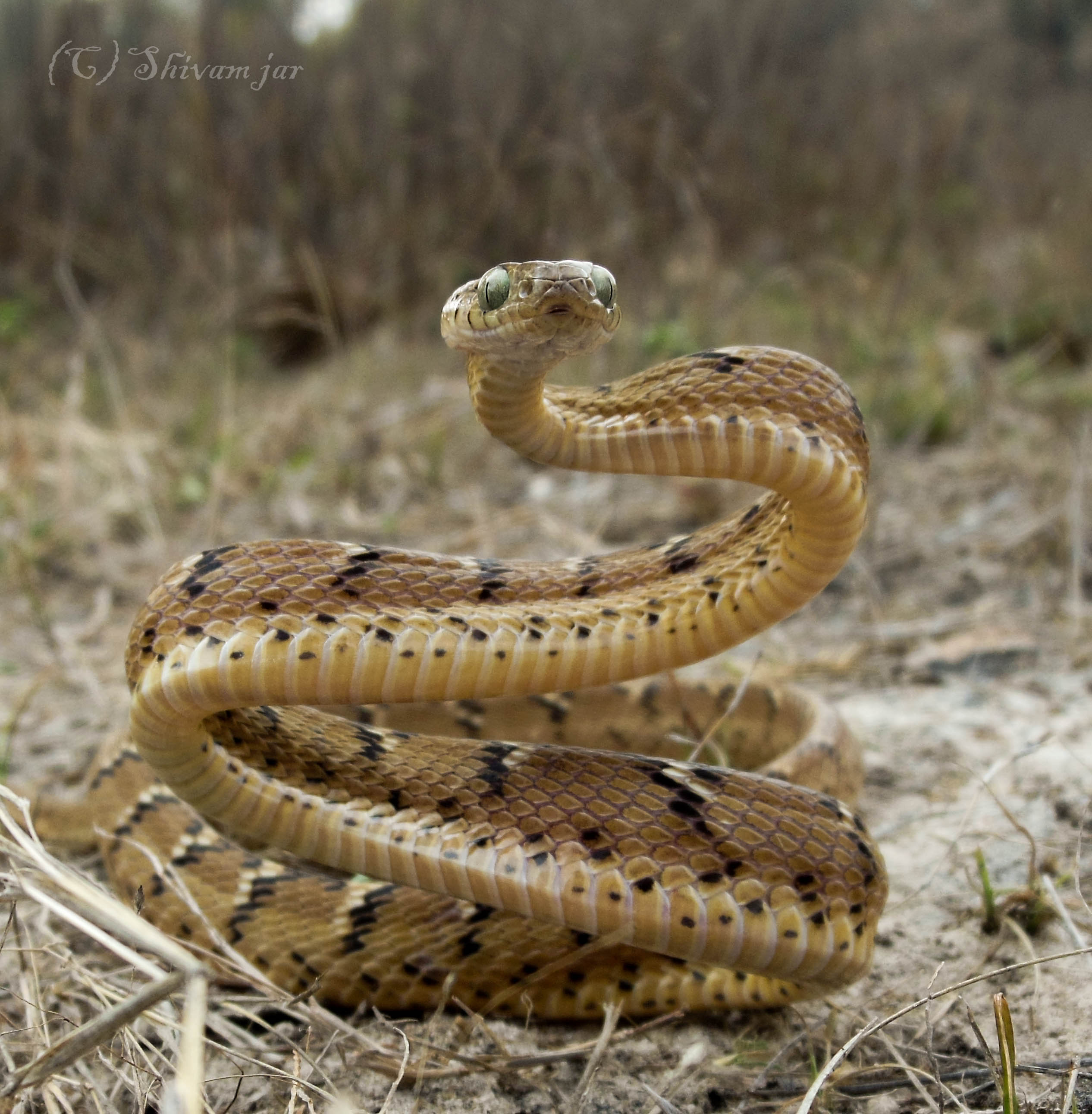
Spécimen dressé en position de défense.
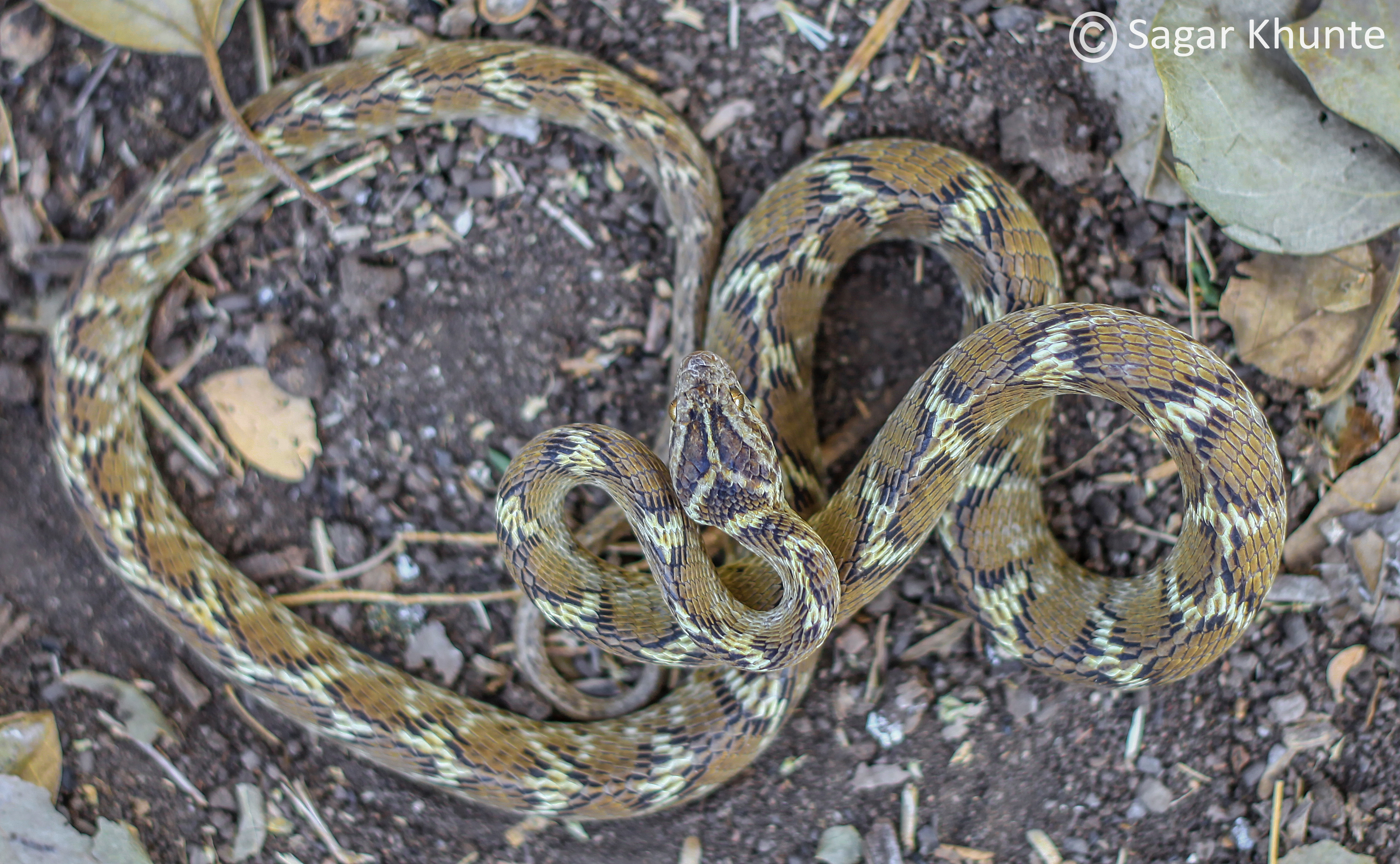
Spécimen au sol.
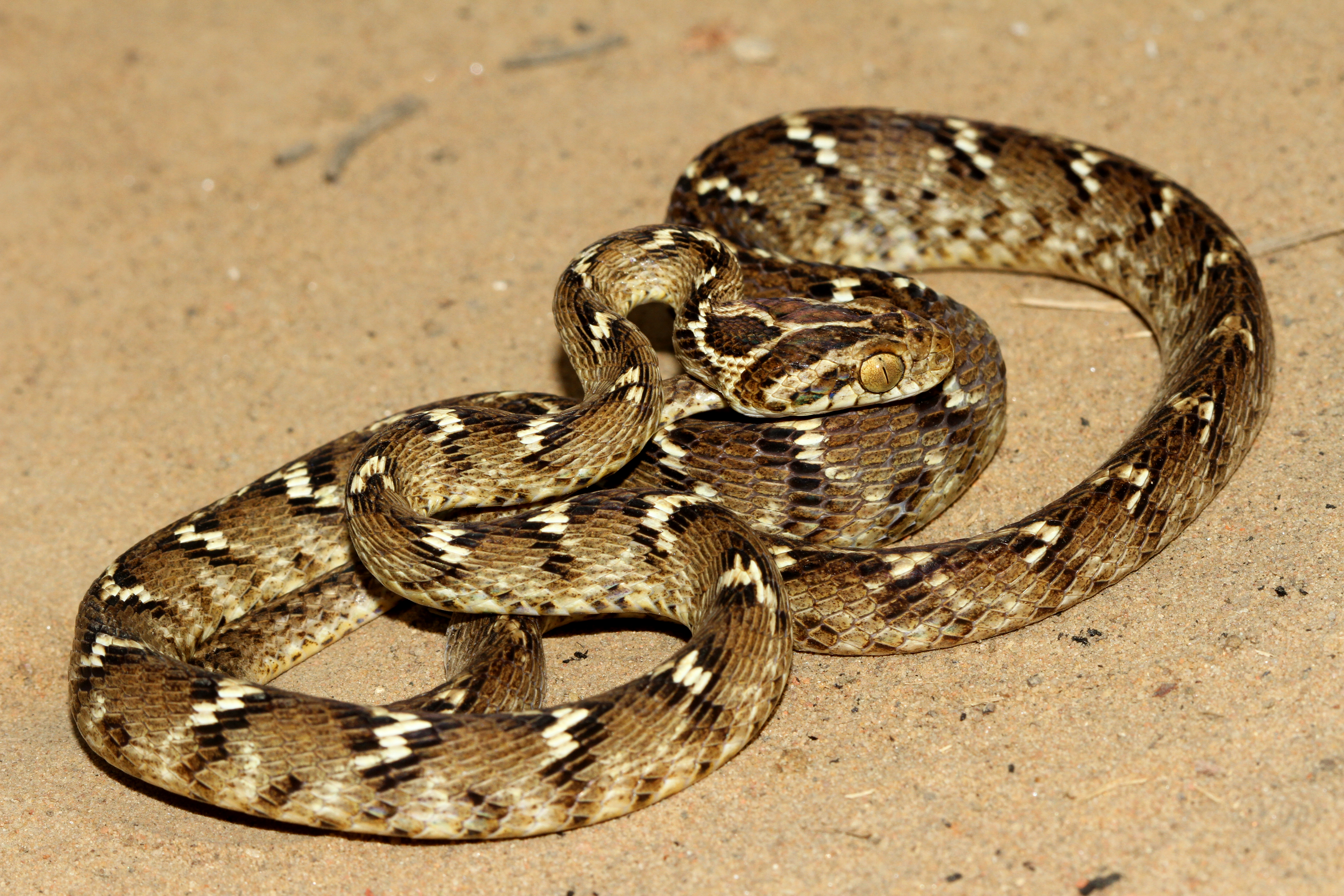
Autre spécimen au sol.

## Publications originales
- Annandale, 1904 : Additions to the Collection of Oriental Snakes in the Indian Museum. Journal of the Asiatic Society of Bengal, vol. 73, p. 207-211 (texte intégral).
- Schneider in Bechstein, 1802 : Herrn de Lacépède's Naturgeschichte der Amphibien oder der eyerlegenden vierfüssigen Thiere und der Schlangen. Eine Fortsetzung von Buffon's Naturgeschichte aus dem Französischen übersetzt und mit Anmerkungen und Zusätzen versehen, p. 1-298 (texte intégral).